# Manolo Blahnik

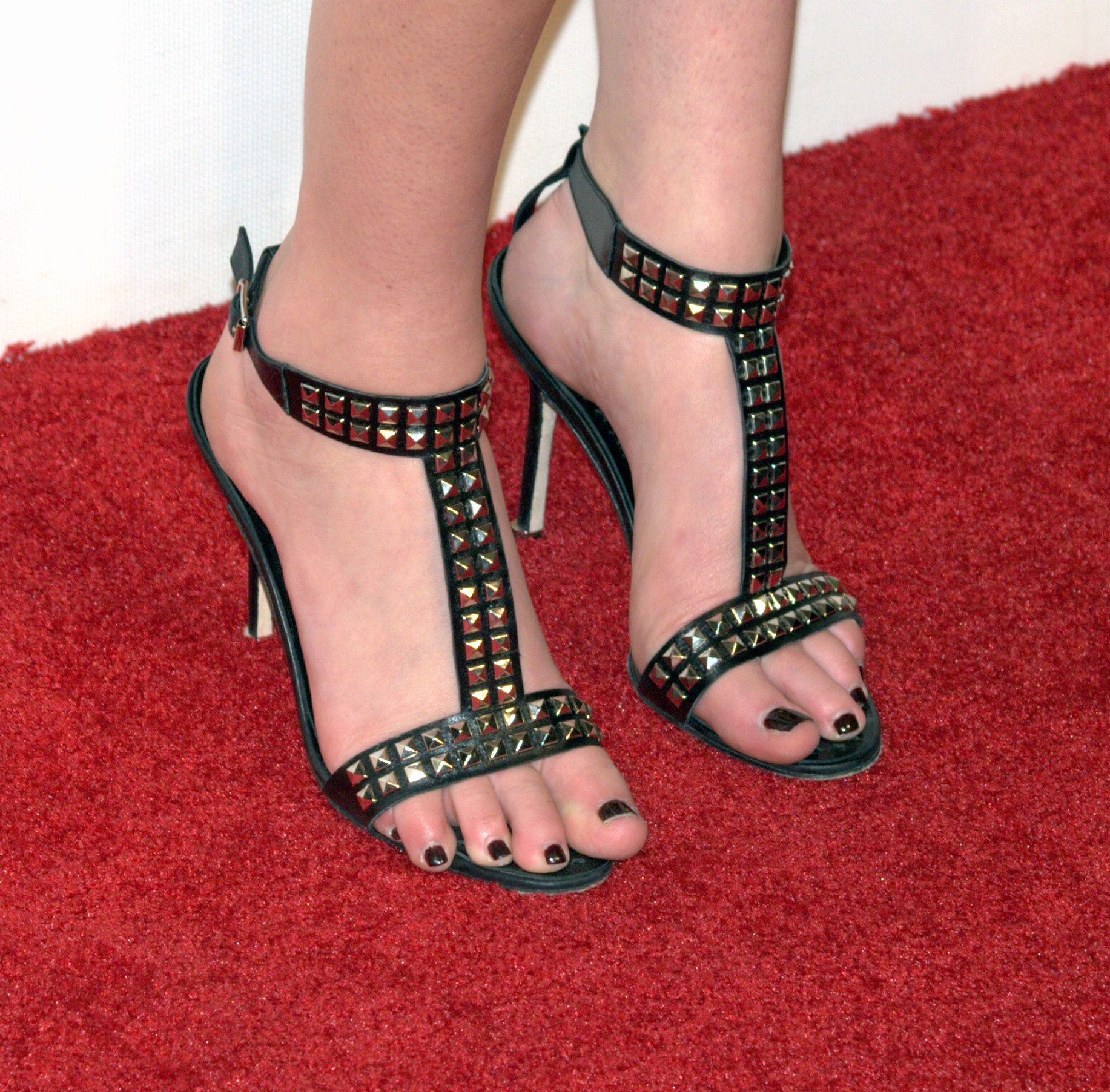
Chaussures Manolo Blahnik portées par Whitney Port au festival du film de TriBeCa en 2009.

Manolo Blahnik (né le 27 novembre 1942) est un styliste espagnol vivant en Angleterre, et une marque de luxe, parmi les plus importantes concernant les chaussures pour femmes.

## Biographie
Né Manuel Blahnik Rodríguez à Santa Cruz de La Palma dans les Îles Canaries d'un père tchèque et d'une mère espagnole, Manolo Blahnik est élevé dans une plantation de bananes familiale sans voisin autour. Son enseignement se fait à domicile . La famille voyage souvent à Paris et Madrid. Manolo aimait regarder les magazines de mode auxquels sa mère était abonnée, et il a reçu très tôt un apprentissage de la chaussure en regardant sa mère fabriquer ses propres paires à base de dentelle et de rubans.
Plus tard, sa famille part en Suisse, où il étudie le droit et les arts à l'Université de Genève,. « Mes parents voulaient que je devienne diplomate » précise-t-il . Puis il part étudier l'art à Paris à l'École nationale supérieure des beaux-arts et à l'École du Louvre pour devenir décorateur de théâtre. « Je voulais être scénographe » . Il arrive ensuite à Londres en 1970 et trouve un premier travail dans une boutique , puis devient photographe pour The Sunday Times.
Point majeur de sa carrière, lors de vacances à New York en 1971, avec l'appui de son amie Paloma Picasso et du photographe Eric Boman, son portefolio de dessins est remarqué par la rédactrice en chef du Vogue américain, Diana Vreeland, qui l'encourage à faire des chaussures,. De retour à Londres, il commence à dessiner des chaussures pour une boutique nommée Zapata à Chelsea, sur Old Church Street. En 1972, il se fait remarquer par la critique en réalisant sa première collection de chaussures pour le défilé d'un de ses amis, figure du Swinging London, Ossie Clark (en) ; sans connaissance de la fabrication de chaussures, ces premiers modèles, nommés « Ivy », sont un échec.
Il ouvre sa propre boutique en 1973 avec sa sœur, en achetant Zapata pour 2 000 £. Il y rencontre le succès.
C'est en 1978 qu'il arrive sur le marché américain en lançant une collection pour Bloomingdale's. L'année suivante, il ouvre une boutique à New York sur Madison Avenue. Les ventes aux États-Unis se développent réellement lorsqu'il devient partenaire de George Malkemus en 1982 : celui s'occupe des ventes pour l'Amérique, Manolo Blahnik et sa sœur conservant la responsabilité de l'Europe. Le New York Times le cite en 1980 comme étant le plus influent des créateurs de chaussures, ce qui renforce sa réputation.
Durant des années, il réalise des chaussures pour plusieurs marques de la mode : Calvin Klein (1984), Isaac Mizrahi (1988), John Galliano (1992), Oscar de la Renta (1994). Il est publiquement soutenu par des personnalités telles Anna Wintour ou Madonna.
Il ouvre une boutique à Hong Kong en 1991, puis en Corée et à Dubaï quelques années après.
Ses chaussures mélangeant « féminité extrême et sensualité provocante », vendues majoritairement dans des boutiques portant le nom du styliste, se vendent de 500 à 2 500 dollars. Elles sont souvent pourvues de talon aiguille mesurant jusqu'à 10 cm et ornées de perles et de rubans, mais jamais de plateformes. Comme il le précise lui-même, il reste « très vieux jeu » et dessine plus des modèles intemporels que modernes, en privilégiant le confort.
En 2001, il reçoit la Médaille d'or du mérite des beaux-arts par le Ministère de l'Éducation, de la Culture et des Sports espagnol. Propriétaire de sa marque il précise que « tellement de gens ont essayé d'acheter mon entreprise […] Les gros investisseurs, j'en ai peur ». Il reste le précurseur, et reconnu comme tel, de l’engouement pour les créateurs de chaussures comme Nicholas Kirkwood, Jimmy Choo ou Christian Louboutin.

## Sex and the City
La série télévisée ainsi que les films Sex and the City font souvent mention de ces chaussures jusqu'à devenir presque des personnages de la fiction, ce que regrette maintenant le créateur : « Si les gens me parlent de Sex and the City, ça me rend malade. Maintenant, même les chauffeurs de taxis me reconnaissent. Ça fait trop et ça me met mal à l'aise. Je n'ai jamais voulu être une célébrité ». Pourtant, la phrase de Carrie Bradshaw « prenez mon sac, mes bijoux et ma montre, mais pas mes Manolo » devient culte . D'ailleurs le personnage de fiction ne fait que copier l'addiction réelle qu'entretient Sarah Jessica Parker pour les chaussures de ce créateur. Pour Sex and the City 2, c'est Christian Louboutin, autre chausseur de luxe, qui a eu la primauté pour les chaussures apparaissant à l'affiche.

## Autour de Manolo Blahnik
- Beyoncé cite[18] Manolo Blahnik (ainsi que Jimmy Choo) dans le remix de In da Club : « I'm the chick with the hot ish, Manolo Blahnik, Jimmy Choo kicks, killin' it, who you with ? »
- Manolo Blahnik a réalisé en 2009 le décor d'une bouteille de Coca-Cola Light de 25 cl, vendue en nombre limité[19].
- Connu pour être cité dans Sex and the City, c'est en fait dans la série télévisée Britannique Absolutely Fabulous que son nom est largement repris pour la première fois à l'écran, à plusieurs reprises.
- Dans le film de Sofia Coppola, Marie Antoinette est chaussée par Manolo Blahnik.
- Lady Gaga cite[18] Manolo Blahnik (mais également Jimmy Choo et Stuart Weitzman) en 2009 dans son titre Fashion publié dans l'album du film Confessions of a Shopaholic : « Merde, I love those Monolo ».
- Dans le film Twilight, chapitre IV : Révélation, Bella Swan porte des chaussures Manolo Blahnik lors de son mariage avec Edward Cullen, des escarpins en satin blanc, ornés de cristal sur le dessus, à talon de 10 cm, appelés Swan ; ce modèle est intégré à la collection 2012 du créateur espagnol, en plusieurs couleurs.
- Dans le film Le Diable s'habille en Prada, le directeur artistique de la publication, Nigel, mentionne des chaussures Manolo Blahnik quand il relooke le personnage principal, joué par Anne Hathaway.
- Il réalise une collection capsule en 2016 avec Rihanna, entièrement faite en denim[12].
- Manolo Blahnik collectionne ses propres chaussures ; il dispose d'un collection de 25 000 paires[12].

### Source
- Marta Represa, « Manolo Mania », L'Express Styles, no supplément à L'Express n° 3383,‎ 4 mai 2016, p. 48 à 51.